# Малый суслик
Ма́лый су́слик (лат. Spermophilus pygmaeus) — грызун рода сусликов.

## Внешний вид
Один из самых мелких видов сусликов. Длина его тела 19—24 см; вес до 460 г. Он короткохвостый — длина хвоста меньше 4 см (16—20 % от длины тела). Окраска спины — от землисто-серой (север ареала и горы) до серо-палево-желтоватой (юг ареала). На спине заметна пятнистость в виде мелких желтоватых крапинок или ряби. Верх головы часто заметно темнее спины, более охристого тона. Пятна на щеках выражены слабо. Брюшко сероватое, горло белёсое. Бока и область конечностей тускло-серые с примесью жёлтого. Описаны до 9—10 подвидов, отличающихся окраской и размерами; к востоку и югу размеры уменьшаются, хвост становится короче.
В кариотипе малого суслика 36 хромосом.

## Распространение
Малый суслик распространён в равнинных и низкогорных степях и полупустынях Приднепровья, Предкавказья, Нижнего Поволжья, на восток до пустыни Бетпак-Дала. На западе малый суслик не встречается дальше Днепра. Северная граница ареала проходит от низовий Днепра по рекам Ворскла и Коломак, по Северскому Донцу опускается до 49° с.ш. (г. Изюм), пересекает Дон, поворачивает на северо-восток и выходит к Волге у г. Энгельс. По левобережью Волги граница поднимается до 53° с.ш., поворачивает на юго-восток, по берегу реки Самары выходит к реке Урал, левобережьем которой опять достигает 53° с.ш. (г. Троицк). Далее граница заходит в Казахстан: поворачивает на юго-восток, выходит к Астане, а оттуда — к озеру Зайсан. Южная граница ареала от Днепра проходит по побережью Чёрного (включая Крым) и Азовского морей, северокавказским степям, северному побережью Каспийского моря, оттуда идёт по плато Устюрт вдоль 44° с.ш., огибает с севера Аральское море и спускается по Сырдарье до низовий Сарысу.

## Образ жизни и питание
Основная часть ареала малого суслика занимает зону европейских и казахстанских полупустынь, среди которых закреплённые песчаные, глинисто-песчаные (на западе ареала), глинистые и лёссовые (центральная и восточная часть ареала). К северу заходит в сухие степи, к югу — в пустыни. Его излюбленными местообитаниями являются разнотравно-ковыльные степи, полынные полупустыни и пустыни. Избегает участков с высоким плотным травостоем, большими площадями однообразной растительности, голых песков.
Занимаемые стации зависят от части ареала. Так, на Украине малый суслик селится на целинных и залежных участках степи, выгонах. В Предкавказье водится в горных степях, но не выше 400—500 м над уровнем моря. В Поволжье и Заволжье приурочен к участкам с уплотнённой супесчаной и суглинистой почвой и растительностью степного и полупустынного типа. В пустынях селится по окраинам бугристых песков, в долинах рек. В полупустынях наиболее плотные поселения бывают на участках, поросших полынями с примесью засухоустойчивых и солеустойчивых злаков (мятлика, типчака, пырея и др.), включая солонцы и солончаки.
Селится малый суслик колониями, которые порой растягиваются на многие километры. Основу поселений составляют неперекрывающиеся участки самок. Территория самца охватывает несколько таких участков и занимает 0,34 — 0,65 га. Норы малого суслика достигают 1,8 м глубины и общей протяжённости ходов более 4 м. На своём участке каждый суслик имеет от 7—8 (степи) до 14—16 (пустыни) постоянных и временных нор. При сооружении постоянных нор суслики выбрасывают на поверхность большое количество грунта, образующего характерную для этого вида сусликовину — до 50 см высотой и 7—8 м в диаметре. Свежевырытая постоянная нора имеет простое и однотипное строение: наклонный ход с сусликовиной у входа, гнездовую камеру, а за камерой — вертикальный ход, сперва на 10—25 см не доведённый до поверхности. На зиму вход в наклонный коридор закупоривается земляной пробкой. Весной пробудившийся суслик выходит на поверхность, раскапывая вертикальный ход, и лишь через 3—4 дня после пробуждения хозяин норы снаружи раскапывает пробку наклонного хода. В старых, занятых десятилетиями норах количество ходов порой доходит до 30—40 (обычно их 12—15).

### Питание
Питаются малые суслики наземными и подземными частями растений; состав рациона меняется по сезонам и биотопам. На востоке и в центре ареала важное значение имеют подземные части растений и семена; на западе в рационе преобладают зелёные части растений и животные корма (саранча, кузнечики, жуки, гусеницы). Основу питания малого суслика составляют степные и пустынные растения: мятлики, ковыли, типчаки, полыни, пырей, солянки и тюльпаны. Основным нажировочным кормом являются семена и клубеньки мятлика луковичного.
Из культурных растений малые суслики поедают все злаковые, некоторые технические и бахчевые культуры, а также многолетние травы; опустошает лесопосадки, выкапывая посаженые жёлуди, семена клёна, лещины, абрикосов и других деревьев. Запасов кормов на зиму не делают.

## Жизненный цикл
Зимняя спячка у малого суслика длится 5—8 месяцев. Пробуждаются они, когда стаивает снежный покров, в марте — апреле, и выходят на поверхность, разрывая вертикальный ход. Первыми из спячки выходят взрослые самцы, несколькими днями позже самки и в последнюю очередь молодняк. После пробуждения от спячки начинается гон; в это время самцы непрерывно гоняются за самками и дерутся с конкурентами. Самки избегают контактов, скрываясь в норах, где и происходит спаривание.
Через 22—26 дней беременности самка рожает 5—9 детёнышей, однако эмбрионов у неё бывает до 15 — в неблагоприятных условиях часть зародышей прекращает развитие и рассасывается. Масса новорожденного 3,5—4 г; в 3 недели — уже около 25 г. На 15—16-й день жизни суслёнок покрывается тёмным в крапинку мехом. В возрасте 20—25 дней суслята начинают выходить из норы и постепенно привыкают к питанию растительными кормами. Мать в это время роет неподалёку от своей норы несколько новых нор, предназначенных для потомства; затем покидает выводок и поселяется в другой норе. Через 5—10 дней после первого выхода на поверхность суслята начинают расселяться из выводковой норы в норы, которые построила им мать, или просто в свободные. Первоначально в одной свободной норе может скапливаться по нескольку зверьков; позднее каждый находит себе отдельный участок. Во время расселении молодняка резко возрастает обмен паразитами между зверьками, поэтому пик эпизоотий приходится как раз на конец этого периода. Восприимчивость детёнышей к возбудителю чумы выше, чем у взрослых сусликов.
На правом берегу Волги известны гибриды малого суслика с крапчатым, на левобережье — с большим сусликом.
Летняя спячка не характерна, но при сильных засухах, когда растительность выгорает и у зверьков возникает водное голодание, взрослые суслики могут впадать в оцепенение, порой переходящее непосредственно в зимнюю спячку.
Малые суслики редко живут более 3 лет. Основными причинами смертности малого суслика являются поздняя и затяжная весна, летние засухи, влияние человека, хищники и эпизоотии.
Среди млекопитающих основными врагами малого суслика являются лисица, корсак, степной хорёк, перевязка. Из пернатых хищников основными врагами малого суслика являются орлы: степной орёл и орёл-могильник, в питании которых суслики играют первостепенную роль. Уничтожают их также курганник, чёрный коршун, луни, балобан, совы; на молодых нападают сороки и вороны.

## Хозяйственное значение
Малый суслик — более серьёзный вредитель сельского хозяйства по сравнению с другими видами сусликов. Повреждает все основные сельскохозяйственные культуры, особенно злаки. Причиняет вред пастбищам, где выедает кормовые растения, которые заменяются сорняками, а также молодым посадкам лесных культур. В местах старых поселений сусликов рельеф становится мелкобугристым из-за многочисленных сусликовин. Поскольку сусликовина зачастую образуется из выброшенного на поверхность засолённого (карбонатного) грунта, на ней со временем вырастают солеустойчивые растения, не поедаемые ни сусликами, ни домашним скотом. Малый суслик имеет первостепенное эпидемическое значение, как природный носитель возбудителя чумы («суслиные» очаги Заволжья и Западного Казахстана) и не менее 7 других трансмиссивных болезней: туляремии, бруцеллёза, эризипелоида и др.
За последние 30 лет отмечено снижение численности и исчезновение отдельных популяций, вызванное как изменениями климата, так и антропогенным воздействием на места обитания суслика — распашкой земель, отравлением зверьков химикатами, а также прямым истреблением. Особенно сильно пострадали поселения в Поволжье, где суслик стал редким, а местами исчез.
На территории России малый суслик занесен в Красную книгу и имеет природоохранный статус: «Вызывающие наименьшие опасения». 